# Slut Pop
Slut Pop é o quarto extended play (EP) da cantora alemã Kim Petras. Foi lançado em 11 de fevereiro de 2022 através das gravadoras Amigo e Republic, sendo seu primeiro lançamento nesta última. Semanas antes de seu lançamento, Petras divulgou prévias das canções do projeto em suas redes sociais. O projeto recebeu críticas positivas dos críticos, que elogiaram sua natureza sexual, enquanto outros se encontraram confusos devido a associação de Petras com o produtor Dr. Luke.

## Antecedentes e produção
Kim Petras assinou com a Republic Records em 2021 e então começou a trabalhar em novas músicas para seu primeiro álbum de estúdio por uma grande gravadora, além de outros projetos musicais. Sobre as novas músicas, Petras afirmou que explorou temas sexuais, inspirando-se em outros artistas, citando Britney Spears como exemplo. O processo do EP foi concluído em dois meses, e a lista de faixas foi elaborada quando a cantora percebeu que tinha músicas suficientes sobre o mesmo tema para montar um projeto inteiro por conta própria.

## Composição
A sonoridade do EP é caracterizada pelo gênero dance-pop, com influências de tech house e electropop, sendo descrito como um álbum explícito sobre suas "sujas fantasias sexuais" e uma celebração da sexualidade feminina. De acordo com o PopCrush, o álbum traz "batidas pulsantes, letras sujas e hinos positivos sobre sexo inspirados pela comunidade de profissionais do sexo".

## Lançamento e promoção
Nas semanas que antecederam o lançamento de Slut Pop, Petras postou vídeos de divulgação de suas músicas nas redes sociais, além de fotos de um novo ensaio fotográfico feito para o projeto. A capa e fotos promocionais do álbum foi fotografada por Devin Kasparian. Para promover o EP, Petras realizou uma turnê por clubes chamada Slut Tour, na qual ela se apresentou em várias casas noturnas em uma única noite.
Em 7 de janeiro de 2024, o lançamento em vinil do EP foi disponibilizado para pré-venda, esgotando em algumas horas. Em 22 de janeiro de 2024, Petras anunciou através da sua conta no Instagram o lançamento oficial em vinil de Slut Pop.

## Alinhamento de faixas
| Slut Pop — Edição digital |                           |                                                                                |                |         |  |
| N.º                       | Título                    | Compositor(es)                                                                 | Produtor(es)   | Duração |  |
| 1.                        | "Slut Pop"                | Rocco Valdes Ryan Ogren Aaron Jennings Kim Petras Aaron Joseph Lukasz Gottwald | Dr. Luke       | 1:58    |  |
| 2.                        | "Treat Me Like a Slut"    | Valdes Jennings Petras Joseph Gottwald                                         | Dr. Luke       | 1:58    |  |
| 3.                        | "XXX"                     | Ogren Valdes Alex Chapman Chloe Angelides Petras Joseph Gottwald               | Dr. Luke       | 2:04    |  |
| 4.                        | "Superpower Bitch"        | Valdes Ogren Gottwald Petras                                                   | Dr. Luke       | 2:08    |  |
| 5.                        | "Throat Goat"             | Valdes Ogren Gottwald Petras                                                   | Dr. Luke       | 2:20    |  |
| 6.                        | "They Wanna Fuck"         | Chapman Angelides Joseph Gottwald Petras                                       | Dr. Luke       | 2:30    |  |
| 7.                        | "Your Wish Is My Command" | Joseph Gottwald Petras                                                         | Dr. Luke       | 2:54    |  |
| Duração total:            | Duração total:            | Duração total:                                                                 | Duração total: | 15:52   |  |

## Histórico de lançamento
| Região | Data                    | Formato                    | Versão | Gravadora      | Ref.                 |
| ------ | ----------------------- | -------------------------- | ------ | -------------- | -------------------- |
| Várias | 11 de fevereiro de 2022 | Download digital streaming | Padrão | Amigo Republic | [ 17 ] [ 18 ]        |
| Várias | 9 de fevereiro de 2024  | Vinil                      | Padrão | Amigo Republic | [ 19 ] [ 20 ] [ 21 ] |